# Adalbert Püllöck
Adalbert Püllöck (6 de gener de 1907 - 7 de desembre de 1977) fou un futbolista romanès.
Va formar part de l'equip romanès a la Copa del Món de 1934.